# Старий Ярослав
Старий Ярослав (пол. Stary Jarosław, нім. Alt Järshagen) — село в Польщі, у гміні Дарлово Славенського повіту Західнопоморського воєводства.
Населення — 528 осіб (2011).

## Демографія
Демографічна структура станом на 31 березня 2011 року:
|          | Загалом | Допрацездатний вік | Працездатний вік | Постпрацездатний вік |
| -------- | ------- | ------------------ | ---------------- | -------------------- |
| Чоловіки | 264     | 70                 | 181              | 13                   |
| Жінки    | 264     | 54                 | 168              | 42                   |
| Разом    | 528     | 124                | 349              | 55                   |